# Krzeszów Górny
Krzeszów Górny – wieś w Polsce położona w województwie podkarpackim, w powiecie niżańskim, w gminie Harasiuki.
| SIMC    | Nazwa     | Rodzaj    |
| ------- | --------- | --------- |
| 0793265 | Ciągłe    | część wsi |
| 0793271 | Piechotna | część wsi |

Do 1974 roku w powiecie biłgorajskim województwa lubelskiego (siedziba Gromadzkiej Rady Narodowej).
W latach 1954–1958 wieś należała do gromady Nowa Wieś, po przeniesieniu jej siedziby i zmianie nazwy, należała i była siedzibą władz gromady Krzeszów Górny. W latach 1975–1998 miejscowość administracyjnie należała do województwa tarnobrzeskiego.
Wieś jest sołectwem w gminie Harasiuki. 
Wierni Kościoła rzymskokatolickiego należą do parafii Narodzenia Najświętszej Maryi Panny w Krzeszowie.